# 마리오 시마로
마리오 시마로(Mario Cimarro, 1971년 6월 6일 ~ )는 쿠바의 배우이다.

## 출연 작품
- 메디터레이니언 블루 (2012)
- 라커웨이 (2007)
- 로미오와 줄리엣 (1996)